# Нацвейлер-Штрутгоф
Нацвейлер-Штрутгоф (нем. Natzweiler-Struthof) — нацистский концентрационный лагерь. Расположен в Вогезах поблизости от эльзасской деревни Нацвейлер (фр. Natzwiller, нем. Natzweiler), Франция, в 50 километрах к юго-западу от Страсбурга. Представлял собой целую систему из более чем 50 лагерей, расположенных на границе между Францией и Германией (на территории Франции — Эльзас и Лотарингия, на территории Германии — Баден и Вюртемберг) и подчинённых главному лагерю. К концу 1944 года в главном лагере находилось около 7000 заключённых, в подчинённых лагерях — более 20000.

## История
Лагерь действовал в период с 21 мая 1941 года до начала сентября 1944 года, когда войска СС начали эвакуацию лагеря. Главный лагерь был освобождён 23 ноября 1944 года. Общее число заключённых в лагере Нацвейлер-Штрутгоф в трёхлетний период его работы достигало более 40000 человек, доставленных из разных стран (в основном, Польша, СССР, Голландия, Франция, Германия и Норвегия). Лагерь был специально создан для политических заключённых, арестованных в рамках операции «Ночь и туман». В лагере имелись крематорий и газовые камеры, которые, однако, не использовались для массового уничтожения людей. Кроме того, здесь проводились опыты над людьми.
Изнурительная работа, медицинские опыты, плохое питание и обращение привели к тому, что за время работы лагеря в нём умерло 25000 человек. В их числе агенты Управления специальных операций (УСО), умерщвлённые вместе 6 июля 1944 года: Дайана Роуден (англ. Diana Rowden), Вера Лай (англ. Vera Leigh), Андре Боррель (фр. Andrée Borrel) и Соня Ольшанецки (англ. Sonya Olschanezky). Так как количество женщин-заключённых в лагере было небольшим, их охраняли всего 7 сотрудниц СС в главном лагере (для сравнения, для охраны мужской части заключённых требовалось 600 сотрудников СС) и 15 в подчинённых лагерях. В главном лагере также проходили тренировку женщины из состава СС, которых затем направляли в охрану подчинённых лагерей Гейзенгейм и Гейзлинген в восточной Германии.
После освобождения лагеря часть людей из его персонала была осуждена. Три человека были приговорены к смертной казни через повешение (приговор приведён в исполнение 11 октября 1946 года): Фридрих Хартьенштайн (умер в тюрьме до исполнения приговора), Франц Берг (Franz Berg) и Петер Штрауб «Наци» (Peter Straub (Nazi)). Из остальных членов персонала лагеря Курт Гейглинг (Kurt Geigling) и Магнус Вехнер (Magnus Wochner) были приговорены к 10 годам заключения, Йозеф Мут (Josef Muth) — к 15 годам.
В ночь с 12 на 13 мая 1976 года неонацисты подожгли музей лагеря. Музей был быстро восстановлен, но ценные архивные материалы были уничтожены.